# Obora (okres Tachov)
Obora (německy Thiergarten) je obec v okrese Tachov v Plzeňském kraji. Leží asi šest kilometrů západně od Tachova. Obec je v průměrné nadmořské výšce okolo 620 metrů v pohoří Český les. Žije zde 171 obyvatel. Území obce se nachází na státní hranici s Německem. Je zde přehraniční propojení Pavlův Studenec – Bärnau.

## Historie
První písemná zmínka o vesnici pochází z roku 1660. V letech 1938 až 1945 byla Obora v důsledku uzavření Mnichovské dohody přičleněna k nacistickému Německu.

## Přírodní poměry
Vesnice se nachází v Českém lese v geomorfologickém podcelku Přimdský les. Většina katastrálního území Obora u Tachova se rozkládá v okrsku Havranská vrchovina, ale oblast mezi východním okrajem vesnice a vodní nádrží Lučina patří do Rozvadovské pahorkatiny. Přibližně podél jihovýchodní hranice území protéká Sklářský potok.
Východní cíp území obce okolo vodní nádrže Lučina je součástí Přírodního parku Český les. Veškeré další území obce se nachází v CHKO Český les.

## Obyvatelstvo
| Rok            | 1869  | 1880  | 1890  | 1900  | 1910  | 1921  | 1930  | 1950 | 1961 | 1970 | 1980 | 1991 | 2001 | 2011 | 2021 |
| -------------- | ----- | ----- | ----- | ----- | ----- | ----- | ----- | ---- | ---- | ---- | ---- | ---- | ---- | ---- | ---- |
| Počet obyvatel | 1 962 | 1 528 | 1 503 | 1 609 | 1 570 | 1 526 | 1 681 | 375  | 205  | 187  | 124  | 98   | 104  | 106  | 158  |
| Počet domů     | 178   | 201   | 214   | 242   | 248   | 249   | 283   | 290  | 44   | 37   | 30   | 39   | 44   | 44   | 65   |

## Obecní správa
Mezi lety 1850–1960 byla Obora obcí v okrese Tachov. Od 1. července 1960 do 25. listopadu 1971 patřila jako část obce k Lučině. Od 26. listopadu 1971 do 31. prosince 1979 patřila jako část obce k Milířům, kdy se konaly obecní volby. Od 1. ledna 1980 do 23. listopadu 1990 patřila jako část obce k Halži a od 24. listopadu 1990 je opět samostatnou obcí, ale Branka již zůstala součástí Halže.

### Části obce
- Obora (k. ú. Obora u Tachova včetně k. ú. Pavlův Studenec 2)
- Dolní Výšina (leží v k. ú. Obora u Tachova)

V letech 1950–1960 k obci patřila i Branka.

### Obecní symboly
Znak a vlajka byly obci uděleny rozhodnutím předsedy Poslanecké sněmovny Parlamentu České republiky dne 12. května 2016.